# North Muskham
North Muskham är en by och en civil parish i Newark and Sherwood i Nottinghamshire i England. Orten har 943 invånare. Byn nämndes i Domedagsboken (Domesday Book) år1086, och kallades då Nordmuscham.